# Kahoolawe
Kahoolawe (oficialment en hawaià, Kahoʻolawe) és l'illa més petita de les vuit illes majors de Hawaii. Està situada a 11,2 km al sud-oest de Maui i al sud-est de Lanai. Administrativament és part del Comtat de Maui. No té una població permanent.

## Geografia
L'illa, de 18 km de llarg i 10 km d'ample, té una superfície total de 117 km². L'altitud màxima és al cràter del Lua Makika, al cim del Puu Moaulanui, de 450 m sobre el nivell del mar. L'illa és relativament seca degut a l'escassa elevació i a la seva situació a sotavent de l'elevada Maui.
El 1993, l'estat de Hawaii va establir la reserva de l'illa Kahoʻolawe. Tant l'illa com les aigües litorals només es poden utilitzar per a finalitats culturals, espirituals i de subsistència per als nadius hawaiians. N'estan prohibits els usos comercials i només es permeten les activitats de pesca, manteniment medioambiental, preservació històrica i educació. Es pretén recuperar l'illa controlant-ne l'erosió, restablint els aqüífers i substituint la vegetació forana per autòctona.

## Història
Fa uns 1.000 anys, Kahoolawe va ser poblat per petites comunitats de pescadors. Terra endins, algunes zones van ser cultivades. S'hi van construir plataformes de pedra per a les cerimònies religioses, i encara s'hi poden trobar alguns petroglifs. Com que hi ha poca aigua fresca, la població havia de ser escassa. El major establiment era a Hakioawa, al nord de l'illa davant de Maui.
Les guerres entre l'illa de Hawaii i Maui van afectar Kahoolawe. Els primers europeus ja explicaven que l'illa era deshabitada i sense recursos d'aigua o fusta. Després de l'arribada dels missioners, el rei Kamehameha III va substituir la pena de mort per l'exili i, entre 1830 i 1853, Kahoolawe va ser una colònia penal, amb unes condicions molt dures per la falta d'aliments i aigua.
Els intents d'explotació ramadera van acabar provocant la desertització de l'illa. A la Segona Guerra Mundial, l'armada nord-americana va ocupar Kahoolawe i va utilitzar l'illa com a camp d'entrenament, especialment per desenvolupar les tàctiques d'assalt d'una illa. Acabada la guerra es va continuar utilitzant l'illa com a blanc d'entrenament de les forces aèries. Per això se la coneix popularment com The Target Island.
Entre 1976 i 1990 diversos activistes van estar lluitant perquè se suspenguessin els entrenaments amb foc real, es protegissin les restes històriques i es restaurés el sistema ecològic de l'illa. Finalment, el 1994 es va transferir l'illa a l'estat de Hawaii, sota el control de la Kahoʻolawe Island Reserve Comission. Actualment encara s'està netejant el terreny de peces d'artilleria sense explotar.